# 알타보이즈
《알타보이즈》는 다섯 명의 팝 전도사(완벽남 리더 매튜, 감성적인 마크, 불량하지만 미워할 수 없는 루크, 멕시코 출신 후안, 유태인 에이브라함)들이 등장해 콘서트를 열어 불쌍한 영혼들을 노래로써 치유한다는 큰 줄거리를 가지고 중간 중간 영혼 탐지기로 불쌍한 영혼들이 몇 명이나 남아있는지 체크를 한다. 콘서트장에 모인 모든 이들을 구하고 싶은 이들은 혼신의 힘을 다해 노래하지만 마지막까지 구해지지 않는 불쌍한 영혼들이 있다. 불쌍한 영원을 구하러 온 5인조 팝 전도 밴드 알타보이즈 멤버가 직접 관객과 소통하며 극을 꾸려나간다.

## 출연자

### 브로드웨이
▶ 2005년3월1일 ~2010년1월10일

### 대한민국 시즌1
▶ 2006년4월11일 ~ 2006년5월21일 서울시 충무아트홀 대극장
| 배역       | 출연자                     |
| ---------- | -------------------------- |
| 후안       | - 이태희                   |
| 매튜       | - 김태우 - 송용진          |
| 마크       | - 최성원 - 한지상 - 이철주 |
| 루크       | - 김무열 - 라준            |
| 에이브라함 | - 김태한 - 김종원          |

### 대한민국 시즌2
▶ 2006년7월15일 ~ 2006년8월27일 서울시 호암아트홀
| 배역       | 출연자                     |
| ---------- | -------------------------- |
| 매튜       | - 김태우 - 송용진 - 이지훈 |
| 마크       | - 최성원 - 이철주 - 한지상 |
| 루크       | - 김무열 - 라준            |
| 후안       | - 이태희                   |
| 에이브라함 | - 김태한 - 김종원          |

### 대한민국 시즌3
▶ 팝 음악을 통해 마음의 평안을 얻지 못한 영혼을 구원하러 왔다는 5인조 보이 밴드 '알타보이즈'의 이야기를 그린 코믹 뮤지컬이며 2007년 12월 15일 ~ 2008년 3월 2일 서울시 대학로 문화공간 필링1관에서 공연하였다. 
 배우 주원이 강한 자신감과 책임감을 가진 리더 매튜를 맡아 뮤지컬 무대에 데뷔한 작품이기도 하다.
| 배역                                       | 출연자                     |
| ------------------------------------------ | -------------------------- |
| 매튜 - 강한 자신감과 책임감을 가진 리더    | - 주원 - 정민 - 정동화     |
| 마크 - 감성적인 미소년                     | - 김종성 - 김남호 - 한지상 |
| 루크 - 겉모습은 악동이지만 속은 여리다     | - 에녹 - 이창희            |
| 후안 - 부모님을 그리워하는 라틴 소년       | - 육현욱 - 라준            |
| 에이브라함 - 유머감각과 포용력을 가진 사람 | - 이창용 - 윤석원          |